# Didier Fassin

Didier Fassin

Didier Fassin (geboren am 30. August 1955 in Juvisy-sur-Orge, Département Essonne) ist ein französischer Arzt, Anthropologe, Soziologe und Hochschullehrer.

## Leben

### Ärztliche Tätigkeiten
Nach seinem Medizinstudium arbeitete Fassin zunächst als Spezialist für Innere Medizin und Infektionskrankheiten bei der Groupe hospitalier de la Pitié-Salpêtrière – Charles Foix in Paris, wo er den Beginn der AIDS-Epidemie miterlebte. Während eines Aufenthalts in Kalkutta arbeitete Fassin als ärztlicher Leiter eines Hospizes, in Tunesien entwickelte er ein regionales Behandlungsprogramm für Rheumatisches Fieber und die häufig damit verbundenen Herzkomplikationen, die damals die häufigste Todesursache bei tunesischen Jugendlichen waren. Auf Grund der Erfahrungen mit sozialer und kultureller Ungleichheit in der Gesundheitsversorgung, die er bei beiden Tätigkeiten gemacht hatte, wandte er sich zunächst den Gesundheitswissenschaften, später den Gesellschaftswissenschaften zu.

### Hochschullehrer
Nach Abschluss eines Master-Studiums in Epidemiologie und Public Health unterrichtete Fassin beide Fächer an der Medizinischen Fakultät der Universität Pierre und Marie Curie in Paris. Im Senegal führte er von 1984 bis 1986 im Auftrag des staatlichen französischen Institut de recherche pour le développement eine anthropologische Untersuchung der Beziehungen zwischen Therapeuten und Patienten im städtischen Milieu durch, die er später zu einer Dissertation erweiterte. 1989 besuchte er mit seiner Ehefrau, der Soziologin Anne-Claire Defossez, für das Institut français d’études andines Ecuador, um dort die Verfahren zu beobachten, die sich mit der Ungleichheit der Müttersterblichkeit insbesondere zwischen den indigenen Völkern befassten. Ab dem Jahr 2000 leitete Fassin ein Forschungsprogramm zu den politischen und historischen Herausforderungen durch AIDS in Südafrika, dem von der Epidemie am stärksten betroffenen Land der Welt. Gleichzeitig beschäftigte Fassin sich zunehmend mit moralischen und politischen Fragestellungen, die sich aus der Betreuung von Personen in sozial unsicherer oder fremdbestimmter Lage ergaben: Arme, Arbeitslose, Einwanderer, Flüchtlinge, AIDS-Waisen in Afrika, Katastrophenopfer in Venezuela, Palästinenser im Westjordanland.
Als Professor für Soziologie an der Universität Paris-Nord (auch Universität Paris XIII) ab 1997 und dann ab 1999 als Direktor für Studien zu politischen und moralischen Anthropologie an der École des hautes études en sciences sociales richtete Fassin ein Centre de recherche sur la santé, le social et le politique (CRESP, „Zentrum für Forschung zur Gesundheit, zum Sozialen und zur Politik“) ein. Zusammen mit dem Anthropologen Alban Bensa baute er das Institut de recherche interdisciplinaire sur les enjeux sociaux (IRIS, „interdisziplinäres Forschungsinstitut zu sozialen Fragen“) auf, das dem Centre national de la recherche scientifique (CNRS) und dem Institut national de la santé et de la recherche médicale (Inserm) untersteht und das er bis 2010 auch leitete. Zwischen 2002 und 2009 war Fassin stellvertretender Direktor des Maison des sciences de l’homme („Haus der Wissenschaften vom Menschen“) Paris Nord. 2009 wurde er als Nachfolger von Clifford Geertz auf den James-D.-Wolfensohn-Lehrstuhl für Sozialwissenschaft am Institute for Advanced Study in Princeton im US-Bundesstaat New Jersey berufen. Zugleich unterrichtete er 2010 als Gastprofessor an der Princeton University und seit 2013 als Honorarprofessor an der Universität Hongkong. 2015–2016 hielt Fassin die Tanner Lectures on Human Values an der University of California in Berkeley über die Frage der Strafe (le châtiment) und 2016 die Adorno-Vorlesung am Institut für Sozialforschung der Johann Wolfgang Goethe-Universität Frankfurt am Main über das Thema des Lebens.
Im Jahr 2019 wurde Fassin auf den für ein Jahr vergebenen Lehrstuhl für Public Health (chaire annuelle de santé publique) des Collège de France gewählt und hielt seine Antrittsvorlesung über „Die Ungleichheit der Leben“.

### Engagement für Humanitäre Hilfen
Neben seiner wissenschaftlichen Tätigkeit ist Fassin in etlichen zivilgesellschaftlichen Aktivitäten engagiert.
1996 gründete und leitete er im Hôpital Avicenne in Bobigny die Unité Villermé für kranke Menschen ohne Versicherungsschutz oder Aufenthaltsberechtigung. Von 1999 bis 2003 war er zunächst Aufsichtsrat, dann Vizepräsident von Médecins sans frontières. 2006 wurde er Vorsitzender des Comité pour la santé des exilés (Comede), einer Nichtregierungsorganisation, die sich um die medizinischen, juristischen und sozialen Belange von Einwanderern und Flüchtlingen kümmert. Seit 2017 gehört Fassin dem wissenschaftlichen Beirat des Contrôleur général des lieux de privation de liberté an, einer unabhängigen Verwaltungsbehörde, deren Aufgabe es ist, die Einhaltung der Menschenrechte von Menschen unter Freiheitsentzug sicherzustellen. 2018 wurde er zum Berater der Kommission ernannt, die dem Gouverneur des US-Bundesstaates New Jersey Vorschläge zur Reform des Strafvollzugssystems machen soll. Im Februar 2024 kritisiert er die ungleiche Bewertung von Menschenleben und Todesopfern im Konflikt zwischen Israel und den Palästinensern in einem Artikel für Berlin Review.
Ansonsten nimmt Fassin häufig in Medien und Foren Stellung zu Fragen von Asyl, Einwanderung, Diskriminierung, sozialer Gerechtigkeit und Sicherheitspolitik.

## Veröffentlichungen

### In französischer Sprache
- mit G. Brücker: Santé publique. Ellipses-AUPELF, Paris 1989, ISBN 2-7298-8903-5
- mit Y. Jaffré: Sociétés, développement et santé. Ellipses-AUPELF, Paris 1992, ISBN 2-7298-9034-3
- Pouvoir et maladie en Afrique. Anthropologie sociale de la banlieue de Dakar. Presses Universitaire der France, Paris 1992, ISBN 2-13-043397-9
- mit Anne-Claire Defossez und Mara Viveros: Mujeres de los Andes. Condiciones de Vida y Salud. Institut français d’études andines, Universidad externado de Colombia 1992. EAN (Printversion) 9789586161732
- mit P. Aïach: Les métiers de la santé. Enjeux de pouvoir et quête de légitimité. Anthropos, Paris 1994, ISBN 978-2-7178-2767-5
- L'espace politique de la santé. Essai de généalogie. Presses Universitaire der France, Paris, 1996, ISBN 978-2-13-048261-1
- mit A. Morice und C. Quiminal: Les lois de l'inhospitalité. Les politiques de l'immigration à l'épreuve des sans-papiers. La Découverte, Paris 1997, ISBN 2-7071-2743-4
- Les figures urbaines de la santé publique. Enquête sur des expériences locales. La Découverte, Paris 1998, ISBN 978-2-7071-2893-5
- Les enjeux politiques de la santé. Études sénégalaises, équatoriennes et françaises. Karthala, Paris 2000, ISBN 2-84586-001-3
- mit A. Leclerc, H. Granjean, M. Kaminski und T. Lang: Les inégalités sociales de santé. La Découverte, Paris 2000, ISBN 978-2-7071-3247-5
- mit J.P. Dozon: Critique de la santé publique. Balland, Paris 2001.
- mit D. Memmi: Le gouvernement des corps. Éditions de l’École des hautes études en sciences sociales, Paris 2004, ISBN 2-7132-1822-5
- Des maux indicibles. Sociologie des lieux écoute. La Découverte, Paris 2004, ISBN 2-7071-4066-X
- Afflictions. L’Afrique du sud, de l’apartheid au sida. Karthala, Paris 2004, ISBN 2-84586-569-4
- mit Patrice Bourdelais: Les constructions de l’intolérable. La Découverte, Paris 2005.
- Faire de la santé publique. Éditions de l’École nationale de la santé publique, Rennes 2005, ISBN 2-85952-915-2
- Quand les corps se souviennent. Expérience et politiques du sida en Afrique du sud. La Découverte, Paris 2006, ISBN 2-7071-4807-5
- mit É. Fassin: De la question sociale à la question raciale ? Représenter la société française. La Découverte, Paris 2006, ISBN 2-7071-4973-X
- mit R. Rechtman: L’empire du traumatisme. Enquête sur la condition de victime. Flammarion, Paris 2007, ISBN 978-2-08-210449-4
- mit A. Bensa: Politiques de l'enquête. Épreuves ethnographiques. La Découverte, Paris 2008, ISBN 978-2-7071-5656-3
- Inégalité et santé. La Documentation française (série Problèmes politiques et sociaux), Paris 2009.
- Les Nouvelles frontières de la société française. La Découverte, Paris 2010, ISBN 978-2-7071-5942-7
- mit Boris Hauray: L’État des savoirs de la santé publique. La Découverte, Paris 2010, ISBN 978-2-7071-6490-2
- La raison humanitaire. Une histoire morale du temps présent. Hautes Études–Gallimard – Seuil, Paris 2010, ISBN 978-2-02-102060-1
- La Force de l’ordre. Une anthropologie de la police des quartiers, Le Seuil (collection La Couleur des idées), Paris 2011, ISBN 978-2-02-105083-7[16]
- mit Jean-Sébastien Eideliman: Économies morales contemporaines, La Découverte, Paris 2012, ISBN 978-2-7071-7309-6
- A Companion to Moral Anthropology'. Wiley-Blackwell, Malden 2012. ISBN 978-1-118-95950-3.
- mit Yasmine Bouagga, u. a.: Juger, réprimer, accompagner. Essai sur la morale de l’État. Seuil, Paris 2013, ISBN 978-2-02-112150-6
- mit Samuel Lézé: La question morale. Une anthologie critique. Presses Universitaires de France, Paris 2013, ISBN 978-2-13-058939-6
- L’Ombre du monde. Une anthropologie de la condition carcérale. Seuil, Paris 2015, ISBN 978-2-02-117957-6
- Punir. Une passion contemporaine. Seuil, Paris 2017, ISBN 978-2-02-132708-3
- Le monde à l’épreuve de l’asile. Essai d’anthropologie critique. Presses de la Société d’ethnologie, Charenton-le-Pont 2017, ISBN 978-2-36519-020-6
- La vie. Mode d'emploi critique. Seuil, Paris 2018, ISBN 978-2-02-137471-1
- mit Bernard E. Harcourt: A Time for Critique. Columbia University Press, New York 2019, ISBN 978-0-231-19127-2.
- Deepening Divides. How Territorial Borders and Social Boundaries Delineate our World. Pluto Press, London 2019, ISBN 978-0-7453-4043-2
- Mort d'un voyageur. Une contre-enquête. Seuil, Paris 2020[17][18][19]
- Une étrange défaite. Sur le consentement à l'écrasement de Gaza. La Découverte, Paris 2024

### In englischer Sprache
- mit Mariella Pandolfi: Contemporary States of Emergency. The Politics of Military and Humanitarian Interventions. Zone Books, New York 2010, ISBN 978-1-935408-01-7.
- mit Michael Lambek, Veena Das und Webb Keane: Four Lectures on Ethics. Anthropological Perspectives. Hau Books, Chicago 2015, ISBN 978-0-9905050-7-5.
- If Truth Be Told. The Politics of Public Ethnography. Duke University Press, Durham 2017, ISBN 978-0-8223-6977-6.
- Writing the World of Policing. The Difference Ethnography Makes. The University of Chicago Press, Chicago 2017, ISBN 978-0-226-49764-8.
- mit George Steinmetz: The Social Sciences in the Looking Glass. Studies in the Production of Knowledge. Duke University Press, Durham 2023, ISBN 978-1-4780-1945-9.

### In deutscher Sprache
- Die moralische Arbeit der Polizei. In: Blättler, Sidonia (Hrsg.): Soziologie der Polizei. Stroemfeld, Frankfurt/M. – Basel 2013, ISBN 978-3-86600-158-9
- Gewaltformen (zuletzt aufgerufen am 28. November 2021). In: s u b \ u r b a n, zeitschrift für kritische stadtforschung, 2 (2014), Heft 2, S. 91–106
- Vom Rechtsanspruch zum Gunsterweis: Zur moralischen Ökonomie der Asylvergabepraxis im heutigen Europa. In: Mittelweg 36. Zeitschrift des Hamburger Instituts für Sozialforschung, 25 (2016), Heft 1 (Februar/März 2016: Wandern. Zur Globalgeschichte der Migration), S. 62–78, ISBN 978-3-86854-735-1
- Das Leben. Eine kritische Gebrauchsanweisung. Berlin, Suhrkamp 2017, ISBN 978-3-518-58710-2
- Der Wille zum Strafen. Berlin, Suhrkamp 2018, ISBN 978-3-518-58726-3
- Was bedeutet Grenzforschung? Ein Interview mit Chiara Brambilla, Didier Fassin und Sarah Green. S. 526–545 in: Gerst, Dominik; Klessmann, Maria; Krämer, Hannes (Hrsg.): Grenzforschung. Handbuch für Wissenschaft und Studium. Nomos, Baden-Baden 2021.

## Ehrungen und Auszeichnungen
- Ritter (Chevalier) des Ordre des Palmes Académiques (2007)
- Preisträger der Ideenbörse des Europäischen Forschungsrats (2008)
- William A. Douglass Prize in Europeanist Anthropology der Society for the Anthropology of Europe. A section of the American Anthropological Association für The Empire of Trauma (2011)[20]
- Bateson Prize, mention honorable, Society for Cultural Anthropology, pour Humanitarian Reason (2012)
- Goldmedaille der Schwedischen Gesellschaft für Anthropologie und Geographie für seinen «wissenschaftlichen Beitrag zur Anthropologie» (2016)[21]
- Nomis Distinguished Scientist Award der Nomis Foundation (als erster Sozialwissenschaftler) für sein Forschungsprogramm über Krisen und „die Erforschung ungewöhnlicher Wissenschaftsgebiete“ (2018)[22][23].
- Ehrenpreis der Fondation de la Croix-Rouge française für seine Arbeiten zur «Moralischen Ökonomie und die innovativen Perspektiven, die sie für die Analyse der internationalen humanitären Hilfe bieten» (2019)[24]
- Victor Turner-Preis der Society for Humanistic Anthropology. Section of the American Anthropological Association für Prison Worlds. An Ethnography of the Carceral Condition (2019)[25]
- Writer in residence in der Villa Medici der Französischen Akademie in Rom (2020)[26]
- Ehrendoktor der Universität Lüttich (2021)[27]
- Auswärtiges Mitglied der Academia Europaea (2021)[28]
- Mitglied der American Philosophical Society (2022)